# Copro
Copro (in greco antico: Κόπρος?, Kópros) era un demo dell'Attica collocato ad est di Eleusi, forse su un'isola fluviale.
Il nome del demo è inusuale in quanto significa "sterco", "concime". Forse tuttavia l'etimologia del nome non è da ricercare in questo significato ma, come il mitico Copreo, che portò ad Eracle gli ordini di Euristeo, potrebbe voler dire "stalla di bestiame". Nei Cavalieri di Aristofane è menzionato un abitante del demo.